# 鳴辯無限
鳴辯無限（Definity United）成立於2004年，由香港鄧鏡波書院的中文辯論隊之多位隊員在中學畢業后創辦。組織宗旨是推動香港粵語辯論發展，故每年會舉辦不同的活動如交流團 、工作坊、辯論比賽等等。

## 歷史
鳴辯無限創辦於2004年，創立時全部成員來自香港鄧鏡波書院。之後持續吸納不同中學和大學的成員。自創立，該組織便持續參加基本法多面體全港大專生辯論賽（基本法盃），並於2006年奪得冠軍、2012年奪得亞軍。
除透過參賽去推廣粵語辯論，該組織也自2007年舉辦鳴辯盃， 已歷 11 屆 。是香港首個接受自由組隊報名的全港公開中學辯論比賽。
鳴辯盃之特色在於創新的賽制及風格，而歷屆賽事之辯題範疇亦十分廣泛，除本地政策外，更涉體育項目、文化趨勢、內地政經及國際政治等，藉以鼓勵中學生對世界抱有更多的關注及思考。